# Fondaco dei Tedeschi
Il Fondaco dei Tedeschi (Fontego dei Tedeschi in veneto) è un palazzo di Venezia, situato nel sestiere di San Marco e affacciato sul Canal Grande, in posizione adiacente al Ponte di Rialto.

## Storia
Analogamente al Fontego dei Turchi, quello dei Tedeschi è di antica fondazione (XIII secolo) e legato alle esigenze commerciali della Repubblica di Venezia: esso era punto d'approdo delle merci trasportate da mercanti tedeschi di Norimberga, Judenburg e Augusta che qui le immagazzinavano. Qui operavano per i loro commerci anche le popolazioni di lingua tedesca che avevano un accordo di dedizione con la Serenissima, come gli abitanti dell'Altopiano dei Sette Comuni. Alla fine del XIV secolo, il palazzo ospitò anche gli uffici locali della famiglia Fugger, noti mercanti e banchieri tedeschi.
L'edificio originario fu vittima di un incendio devastante nella notte tra il 27 e il 28 gennaio 1505, ma in meno di cinque mesi il Senato veneziano aveva già deciso di ricostruirlo su progetto di Girolamo Tedesco. Si trattava di una completa ricostruzione, che ebbe luogo tra il 1505 e il 1508. A differenza di altri palazzi sul Canal Grande, si decise di non ricorrere a decorazioni marmoree, né elementi decorati a traforo, abbellendo piuttosto le campiture libere tra le finestre con affreschi, per i quali vennero chiamati Giorgione ed il suo giovane allievo Tiziano. Secondo Dolce, che scriveva nel 1557, la Giustizia di Tiziano, dipinta sul lato della calle, era così bella, che venne scambiata per opera del maestro Giorgione, generando un conflitto tra i due.
Nel 1508 venne celebrata la conclusione dei lavori con una messa solenne e nello stesso anno una contesa per il pagamento degli affreschi di Giorgione fa pensare che anche la decorazione esterna fosse completa. Verso il 1760 gli affreschi erano ancora discretamente leggibili, come dimostra una serie di incisioni di Anton Maria Zanetti.
Come gli altri fonteghi della città, anche questo fu soppresso con la caduta della Repubblica nel 1797.
Il palazzo è stato a lungo di proprietà delle Poste Italiane. Ceduto nel 2008 al gruppo Benetton per un importo di 53 milioni di euro, è stato sottoposto ad un nuovo intervento di recupero statico e funzionale, sotto la direzione artistica dell'architetto olandese Rem Koolhaas, per la sua riconversione in centro commerciale, dotato anche di un polo culturale, che è stato aperto al pubblico il 1º ottobre 2016, gestito dal gruppo del lusso LVMH, comprendente anche un centro culturale aperto al pubblico. 
Il contratto di locazione scadente nel settembre 2025, non è stato rinnovato da LVMH, che ha posto fine all'attività commerciale del negozio di lusso situato all'interno del cortile e ai piani del palazzo il 30 aprile.

## Descrizione

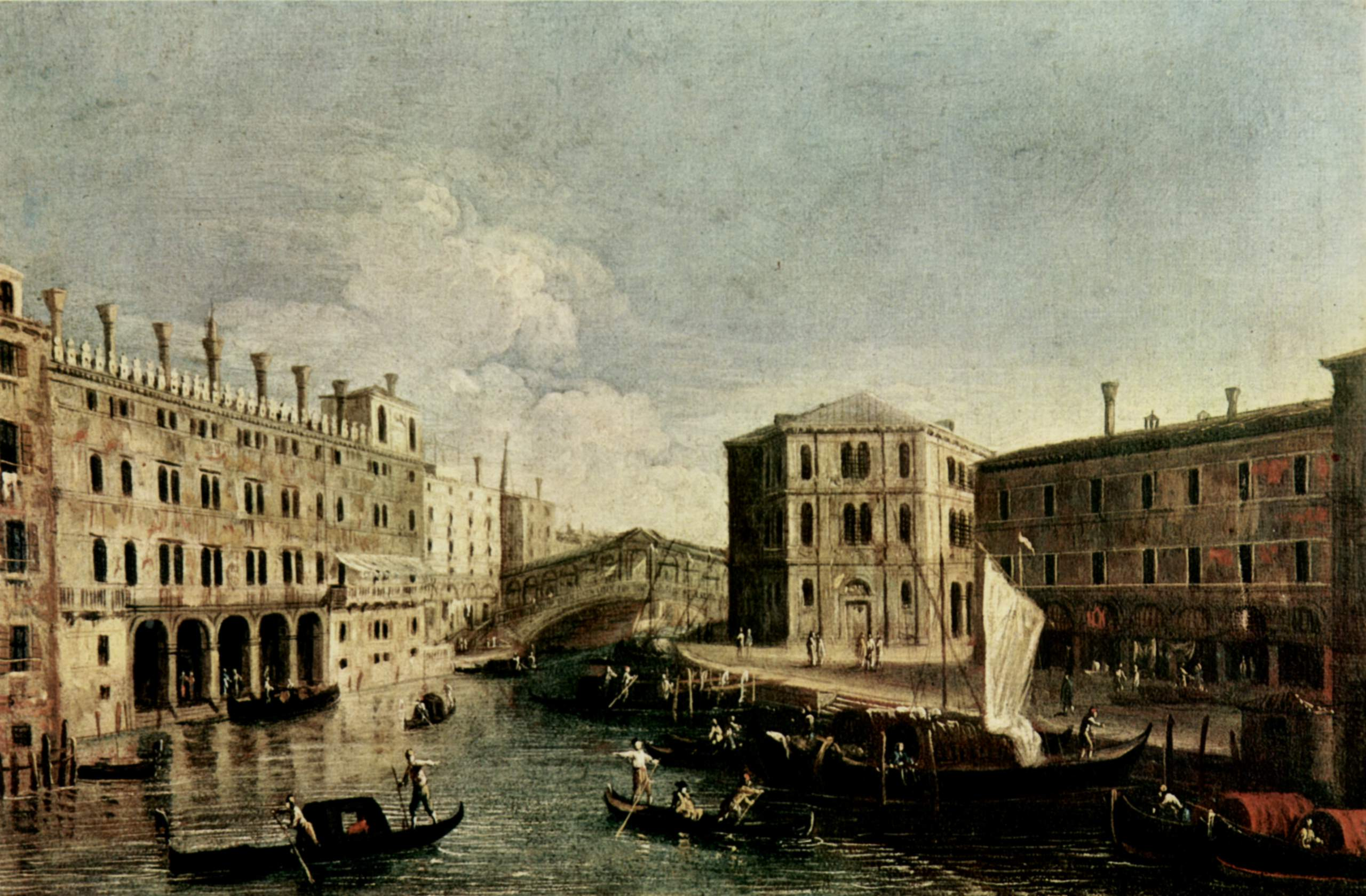
Rappresentazione settecentesca con visibili la torretta e tracce degli affreschi

### Esterno
Grande complesso che guarda sul Ponte di Rialto, il Fontego è un edificio a pianta quadrata, disposto su tre livelli intorno a un cortile interno coperto da una struttura in vetro e acciaio, dov'è conservato l'antico pozzo. Al pianterreno cinque grandi arcate a tutto sesto chiudono un portico in dialogo col Canal Grande, dove si scaricavano le merci. Il secondo livello è percorso da una lunga fila di bifore e monofore, alle quali corrispondono simmetricamente le finestre quadrangolari minori dei due piani sovrastanti. La sommità del palazzo è merlata.
Verso il 1508 la facciata che dà sul Canal Grande fu affrescata per mano del Giorgione e di Tiziano Vecellio, ma oggi del loro lavoro restano solo pochi frammenti, deteriorati dagli agenti atmosferici e dal clima umido e salmastro della laguna, che vennero staccati nel corso del XX secolo ed oggi sono custoditi presso la Galleria Franchetti alla Ca' d'Oro ed alle Gallerie dell'Accademia.

### Interno
Anche gli interni conservavano opere di inestimabile valore, dei pittori Paolo Veronese, Tiziano Vecellio e Jacopo Tintoretto, delle quali oggi si è perduta quasi ogni traccia.
Rimangono, a testimonianza della funzione che nei secoli ha svolto l'edificio, i numerosi simboli che i mercanti incidevano, soprattutto sulla pietra delle colonne, per segnalare i vani in cui depositare le merci.

### Gli affreschi staccati
Gli affreschi staccati dall'esterno dell'edificio (dal 1937) vennero conservati in varie sedi (Palazzo Ducale, Gallerie dell'Accademia), prima di essere ricomposti nella Ca' d'Oro.
Di Giorgione restano la Nuda entro una nicchia e frammenti di figure femminili. Di Tiziano restano:
- Compagno della calza, 241x159 cm
- Giuditta/Giustizia, 212×346 cm
- Combattimento di giganti e mostri, 157x320 cm
- Allegoria, 157x328 cm
- Combattimento di un putto con un drago, 155x375 cm

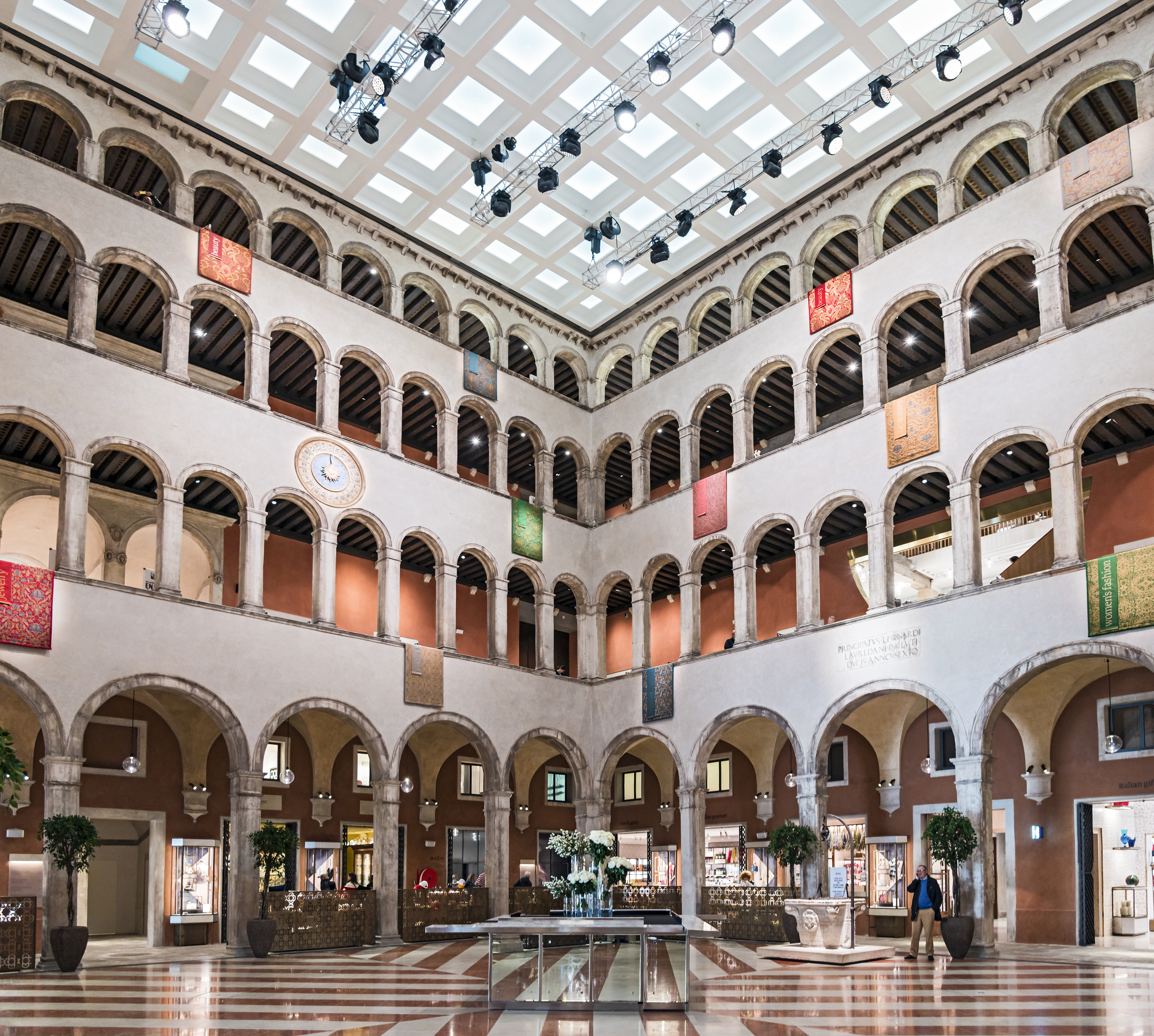
Le pareti del cortile interno
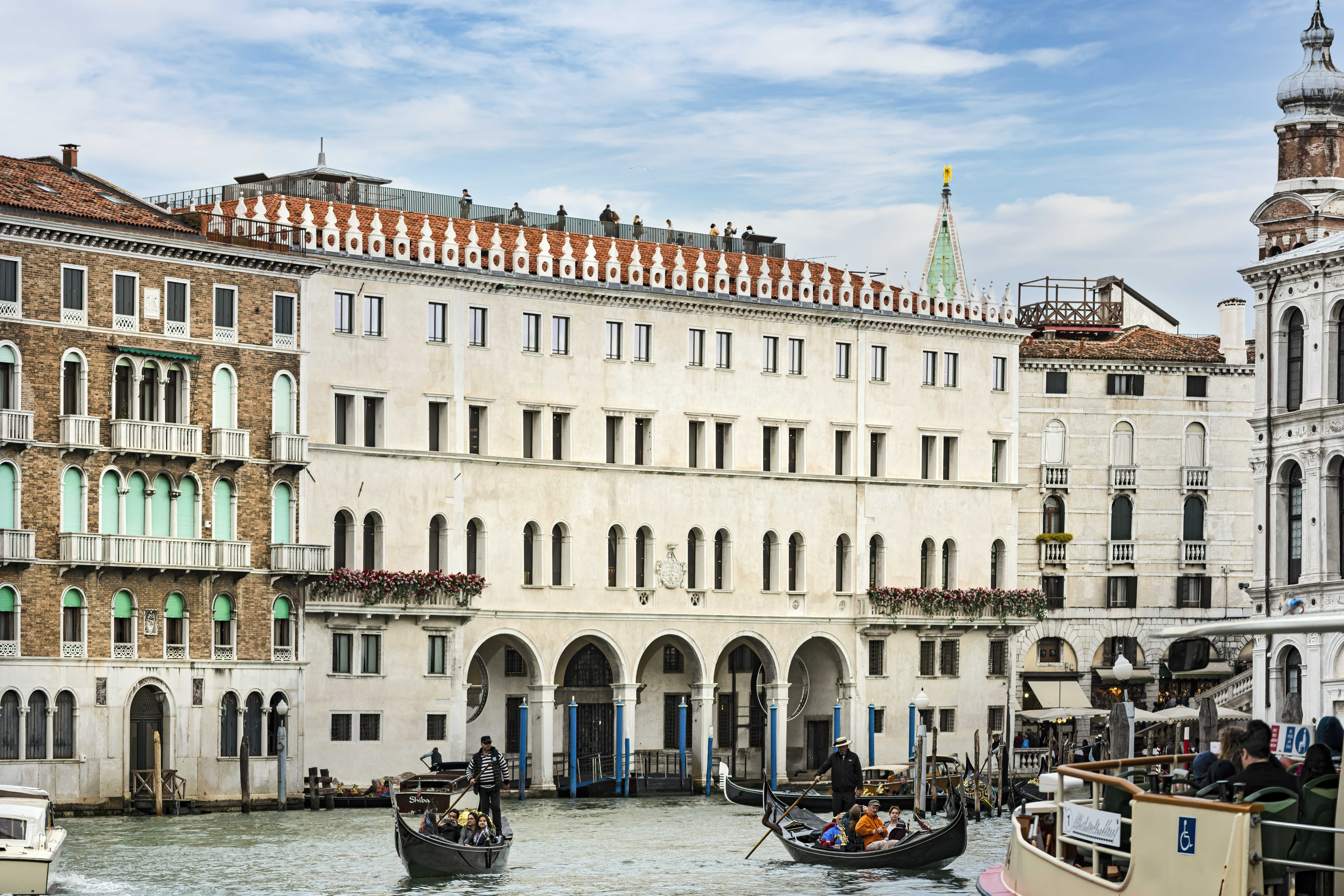
La nuova facciata e il tetto panoramico
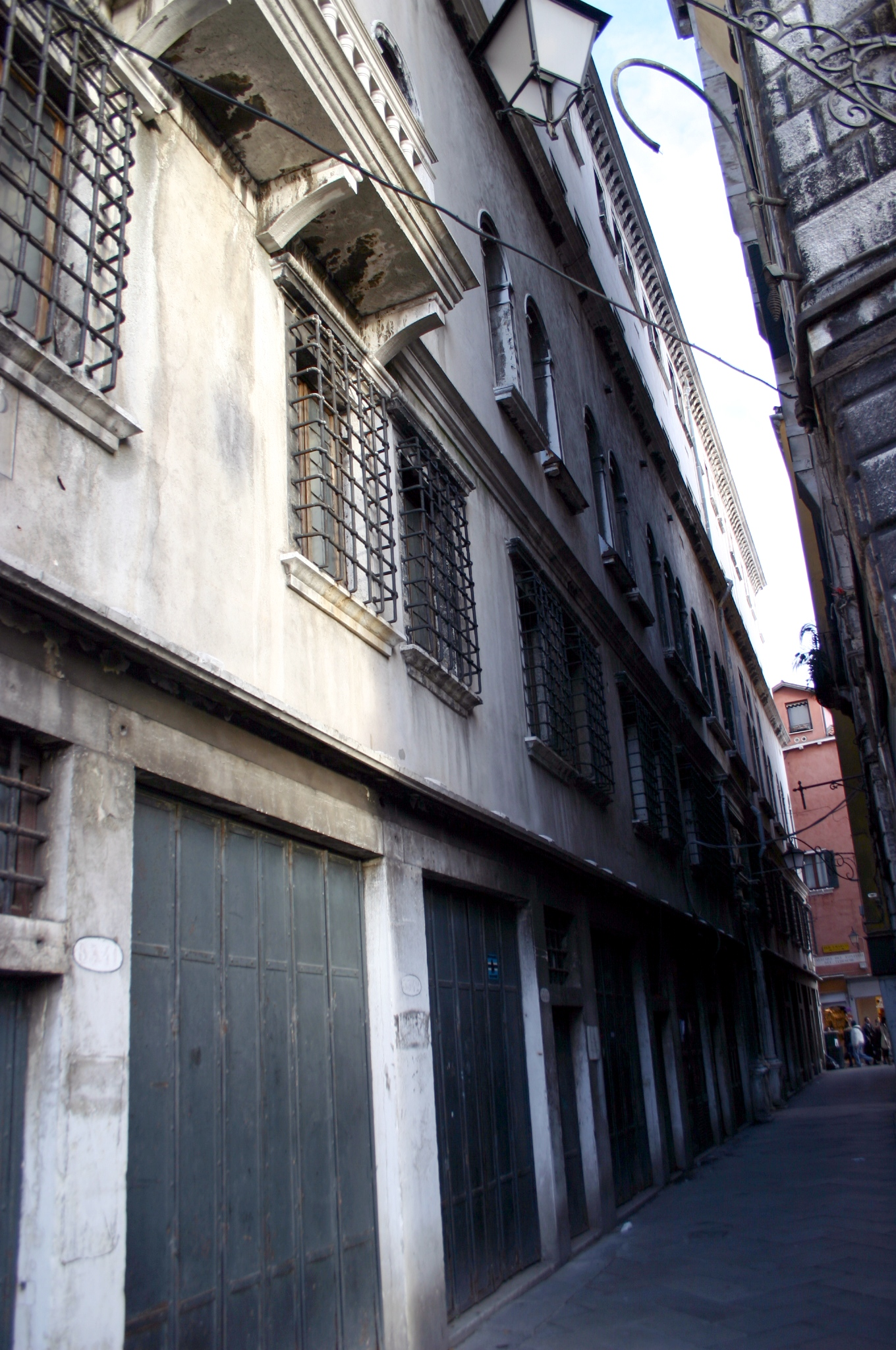
La faccia che dà su Calle del Fontego dei Tedeschi
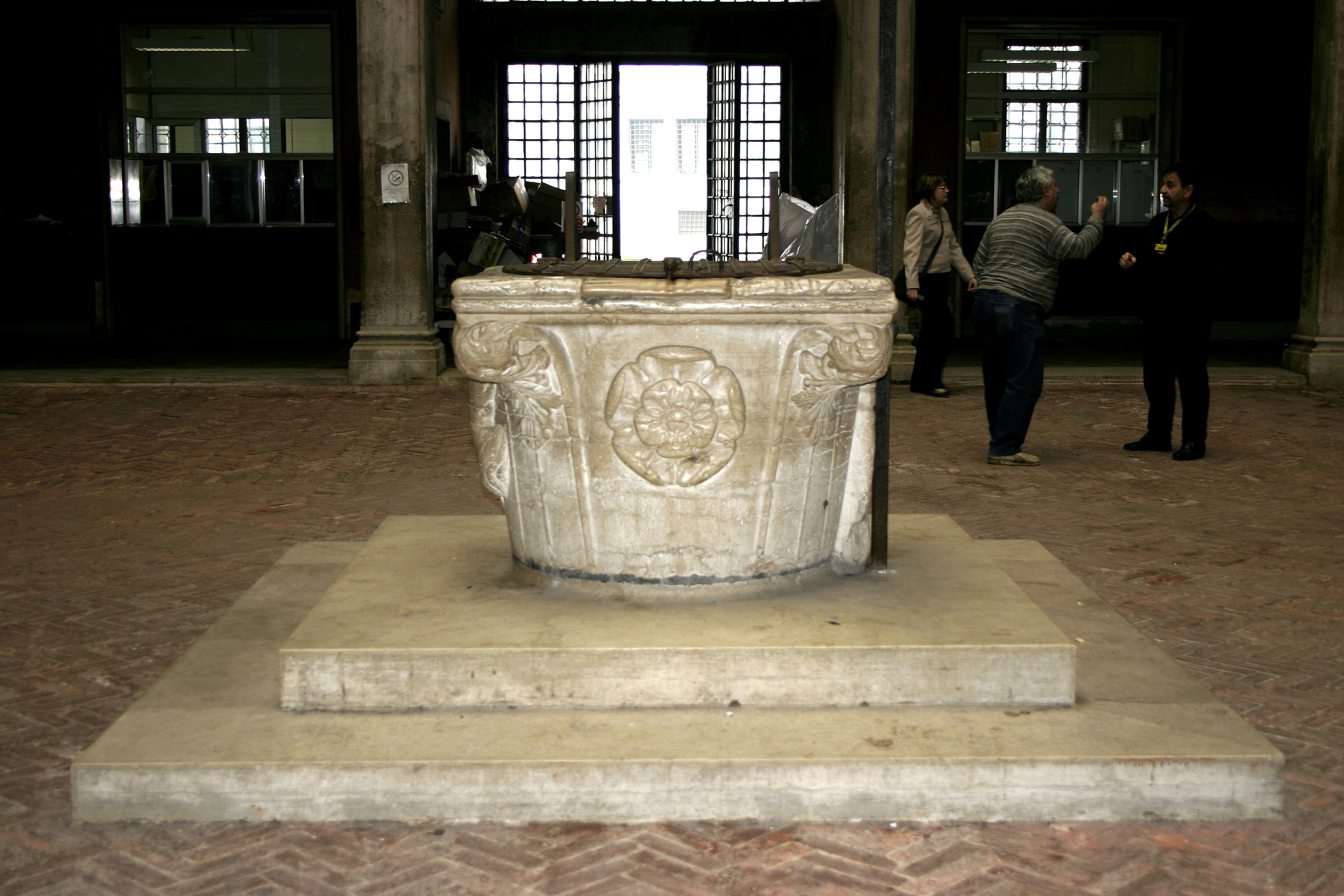
L'antico pozzo nel cortile interno
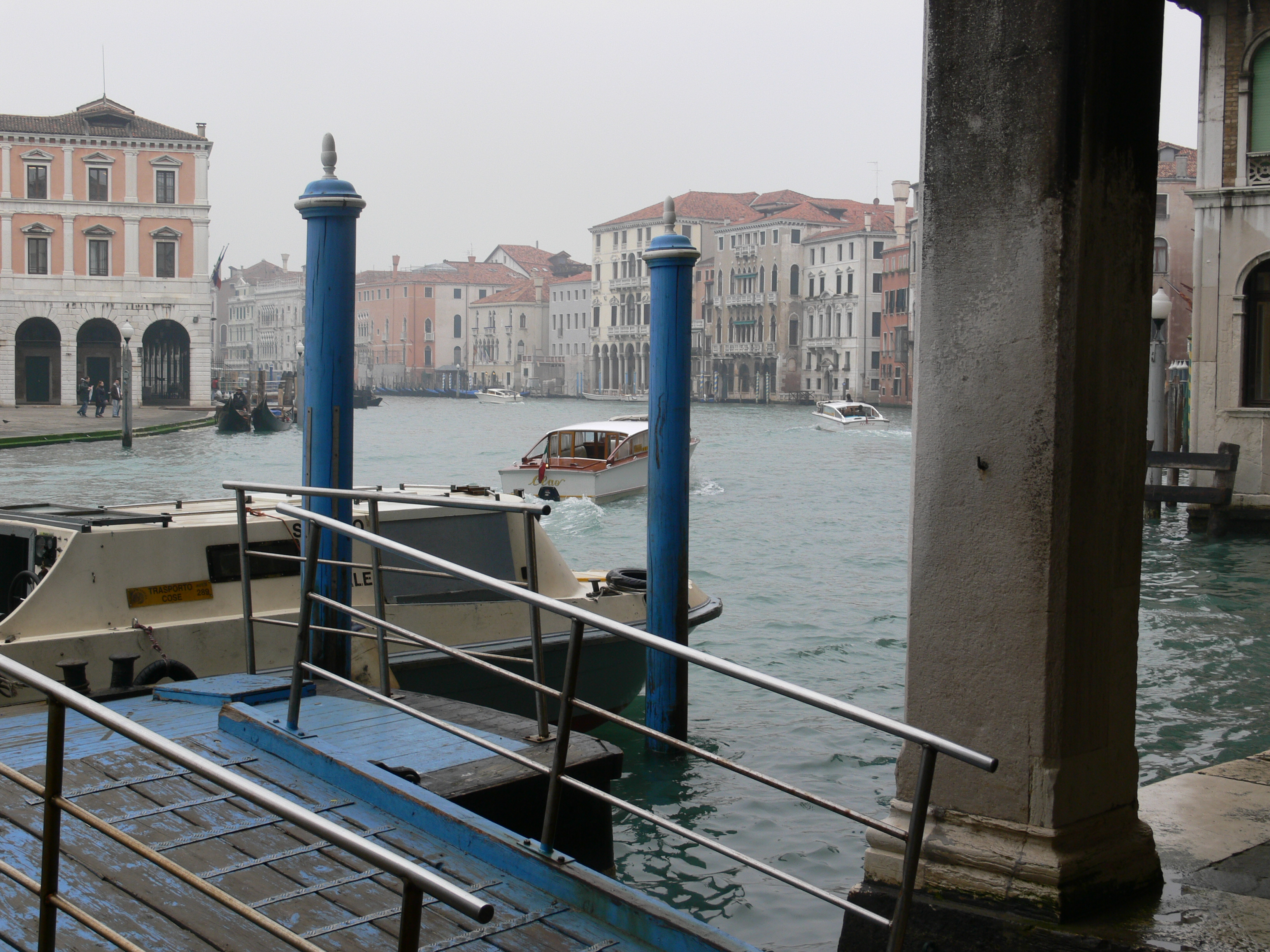
Il Canal Grande dal portico del Fontego